# Cricetidae
Famille
Les Cricetidae sont une famille de rongeurs. Auparavant le contenu de cette famille était placé avec d'autres sous la famille des Muridae, mais les études récentes tendent à distinguer six familles, dont Cricetidae, au sein d'une super-famille, les Muroidea.
Cette famille a été créée en 1817 par le zoologiste russe d'origine allemande Johann Fischer von Waldheim (1771-1853).
Des modélisations de la structure des protéines suggèrent que les Cricetidae ont une protéine ACE2 qui les rend très vulnérables à l'infection par le coronavirus zoonotique SARS-CoV-2, responsable de la pandémie de COVID-19.

## Liste des sous-familles
Selon Mammal Species of the World (version 3, 2005)  (24 mai 2012) :
- sous-famille Arvicolinae - campagnols, lemmings et Rat musqué
- sous-famille Cricetinae - Hamsters
- sous-famille Lophiomyinae - 1 seule espèce, le Hamster d'Imhause ou Rat à crête (Lophiomys imhausi)
- sous-famille Neotominae - des souris et rats
- sous-famille Sigmodontinae - des souris et rats
- sous-famille Tylomyinae

Selon Paleobiology Database (17 avril 2018) :
- genre Prospalax, disparu